# Faurea
Genre
Classification phylogénétique

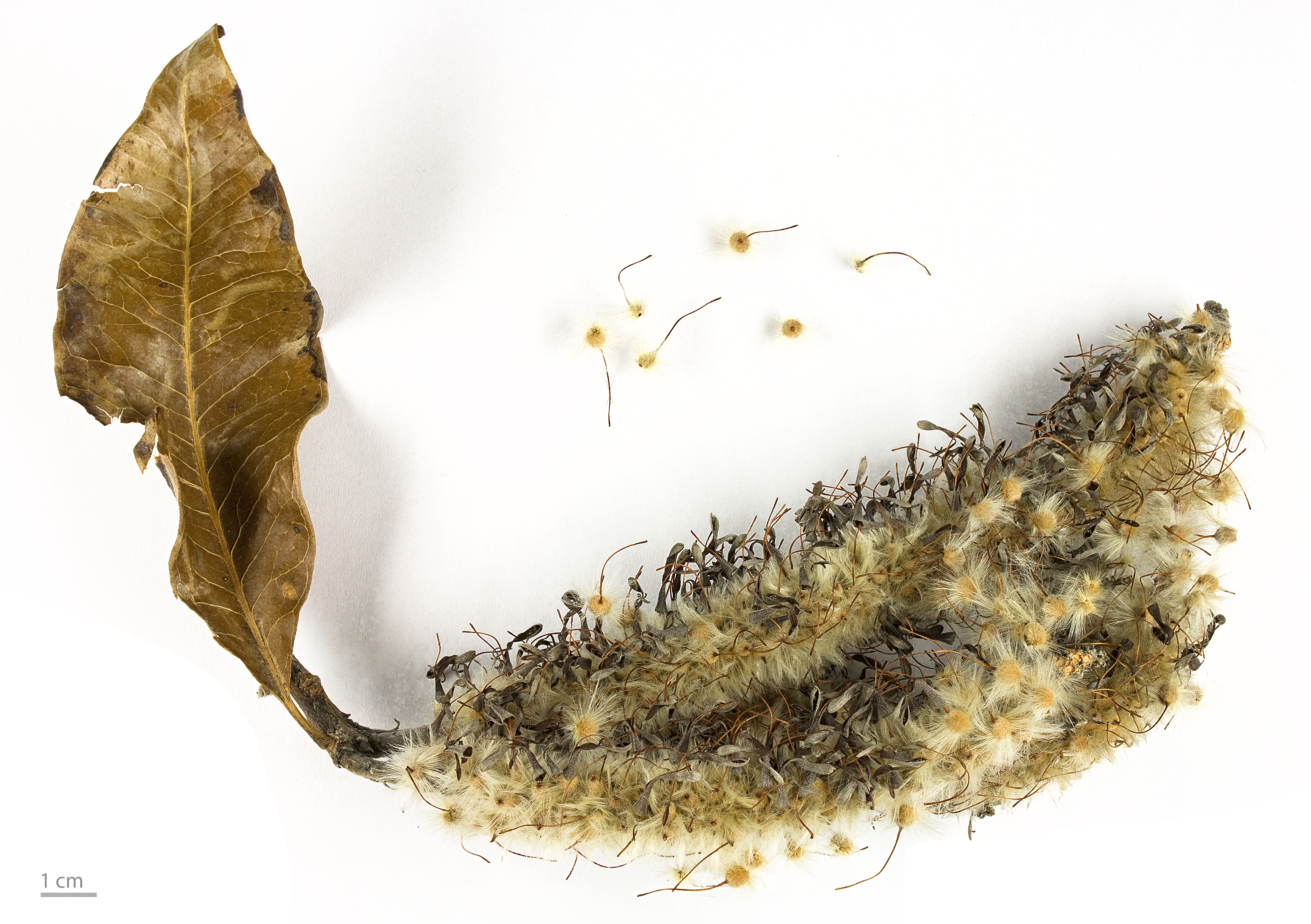
Faurea rochetiana au Muséum de Toulouse.

Faurea est un genre de plantes à fleurs de la famille des Proteaceae. Les espèces sont des arbres trouvés en Afrique et à Madagascar.
Le nom rend hommage au soldat et botaniste sud africain William Caldwell Faure (1822-1844) qui a été tué en service en Inde.

## Listes des espèces
- Faurea delevoyi De Wild.
- Faurea macnaughtonii
- Faurea rochetiana (A. Rich.) Pic.Serm.
- Faurea rubriflora Marner
- Faurea saligna Harv.